# Wapielnia
Wapielnia – najwyższe wzniesienie Roztocza Środkowego i czwarte pod względem wysokości po polskiej stronie Roztocza. Jego wysokość wynosi 386,2 m n.p.m. Na szczycie znajdowała się wieża widokowa, która spłonęła na skutek uderzenia pioruna.